# Лоуэлл (Орегон)
Ло́уэлл (англ. Lowell) — город в округе Лейн, штат Орегон, США. Назван в честь городка Лоуэлл в штате Мэн.

## География, транспорт, климат
Лоуэлл расположен в центральной части округа на северном берегу водохранилища Декстер, образованного на реке Мидл-Форк-Уилламетт. Примерно в полутора километрах от восточных границ города, сразу за плотиной водохранилища Декстер, начинается следующее водохранилище — Лукаут-Пойнт, а в 2,5 км к северо-востоку от города — водохранилище Фолл-Крик. Площадь города составляет 3,08 км², из которых 0,83 км² (26,9 %) занимают открытые водные пространства.
В Лоуэлл можно попасть по шоссе 58, которое проходит чуть южнее города.
Климат Лоуэлла в целом совпадает с климатом Юджина, лежащего примерно в 25 километрах северо-западнее. Единственное отличие: в связи с тем, что Лоуэлл лежит на 70—80 метров выше Юджина, в Лоуэлле в год в среднем выпадает на 203 мм больше дождя и на 5 см больше снега, чем в Юджине. Благодаря расположению вблизи трёх крупных водохранилищ на Лоуэлл зимой часто спускаются густые туманы.

## История, достопримечательности
Первое почтовое отделение в поселении открылось в 1883 году. В 1954 году Лоуэлл с населением меньше 500 человек был инкорпорирован со статусом «город» (city). В середине 2000-х годов население города преодолело рубеж в 1000 человек.
- Крытый мост Лоуэлл — построен в 1945 году, внесён в Национальный реестр исторических мест США в 1979 году.

- Вид на Лоуэлл через водохранилище Декстер[англ.]
- Крытый мост Лоуэлл

## Демография
2010 год
По переписи 2010 года В Лоуэлле проживали 1045 человек (50,8 % мужского пола и 49,2 % женского), было 397 домохозяйств, 298 семей. Расовый состав: белые — 90,9 %, негры и афроамериканцы — 0 %, коренные американцы — 1,7 %, азиаты — 0,7 %, прочие расы — 0,7 %, смешанные расы — 6 %, латиноамериканцы (любой расы) — 3,5 %.
В 35,8 % домохозяйств проживали дети младше 18 лет, в 3,3 % — пожилые люди старше 65 лет. 58,9 % домохозяйств представляли собой супружеские пары, проживающие совместно, 10,1 % — женщин — глав семьи без мужа, 6 % — мужчин — глав семьи без жены, а 24,9 % домохозяйств не являлись семьями. Средний размер домохозяйства составлял 2,63 человека, семьи — 2,97 человек.
Средний возраст горожанина составлял 39 лет: 27,5 % населения были младше 18 лет и 9,1 % — старше 65 лет.
2012 год
По оценке 2013 года в Лоуэлле проживали 1056 человек. Средний доход на домохозяйство составлял 47 624 доллара в год, при среднем показателе по штату 49 161 доллар; на душу населения — 18 546 долларов в год.
2013 год
По оценке 2013 года в Лоуэлле проживали 1057 человек, 52,7 % мужского пола и 47,3 % женского. Средний возраст горожанина составил 39 лет, при среднем показателе по штату 36,8 лет.
О происхождении своих предков горожане сообщили следующее: немцы — 23,9 %, ирландцы — 17,5 %, англичане — 12,1 %, французы — 6,4 %, русские — 3,7 %.

Опрос жителей старше 15 лет показал, что 20,1 % из них не состоят в браке и никогда в нём не были, 61,3 % состоят в браке и живут совместно, 2,8 % состоят в браке, но живут раздельно, 1,9 % вдовствуют и 13,9 % находятся в разводе.
2,4 % горожан были рождены вне США, при среднем показателе по штату 9,6 %.
2014 год
По оценке 2013 года в Лоуэлле проживали 1068 человек. По данным на июнь того же года безработица в городе составила 6,7 %, при среднем показателе по штату 6,6 %.